# Слободка-Малиевецкая
Слободка-Малиевецкая (укр. Слобідка-Малієвецька) — село в Дунаевецком районе Хмельницкой области Украины.
Население по переписи 2001 года составляло 250 человек. Почтовый индекс — 32432. Телефонный код — 3858. Занимает площадь 0,995 км².

## Местный совет
32432, Хмельницкая обл., Дунаевецкий р-н, с. Малиевцы